# Anton Genov
Anton Genov (født 10. oktober 1966) er en bulgarsk fodbolddommer.Han har pr. juli 2007 aldrig dømt en EM eller VM kamp men han har dømt ni kampe i UEFA-cupen